# Barabaniada
Barabaniada (Барабаниада) è un film del 1993 diretto da Sergej Ovčarov.

## Trama
Il tamburo Stradivarius, ereditato dal batterista della Funeral Orchestra, lo accompagna nel bene e nel male, quando diventa disoccupato e vaga senza meta per l'Unione Sovietica. Dopo aver bevuto con i musicisti, il batterista accetta di suonare al funerale e si unisce all'orchestra. Il cadavere prende vita e l'eroe si ritrova in un altro mondo, dove gli oggetti dominano. Il tamburo Stradivarius guida e protegge la sua vita.